# Vazeilles-près-Saugues
Vazeilles-près-Saugues korábbi község (település) Franciaországban, Haute-Loire megyében. 2016. január 1-jén Esplantas községgel egyesült és Esplantas-Vazeilles új község része lett.
Lakosainak száma 35 fő (2018. január 1.). Vazeilles-près-Saugues Croisances, Esplantas-Vazeilles, Saint-Préjet-d’Allier, Saugues és Thoras községekkel határos.

## Népesség
A település népessége az elmúlt években az alábbi módon változott:
| Lakosok száma | 108  | 100  | 68   | 52   | 44   | 43   | 41   | 39   | 34   | 35   |
|               | 1962 | 1968 | 1982 | 1990 | 1999 | 2008 | 2011 | 2013 | 2017 | 2018 |